# Agamura persica
Agamura persica är en ödleart som beskrevs av Duméril 1856. Agamura persica ingår i släktet Agamura och familjen geckoödlor. IUCN kategoriserar arten globalt som livskraftig. Inga underarter finns listade i Catalogue of Life.
Arten förekommer i Iran, Afghanistan och Pakistan. Den lever i låglandet och i bergstrakter upp till 1900 meter över havet. Agamura persica vistas främst i stäpper med glest fördelade buskar. Den är nattaktiv.

## Bildgalleri

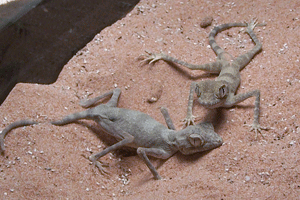
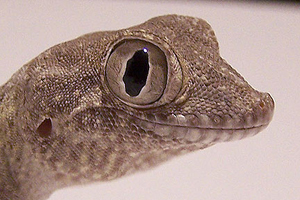
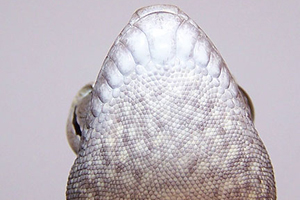
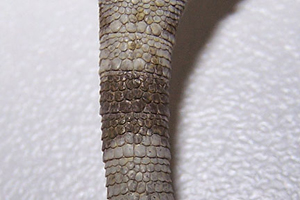
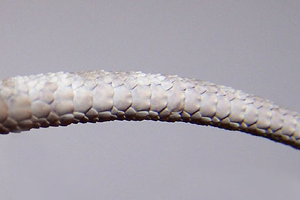
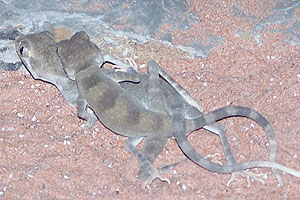